# Епархия Барки
Епархия Барки (лат. Dioecesis Barcaea) — титулярная епархия Римско-католической церкви.

## История
Город Барка, который располагался возле современного ливийского города Эль-Мардж, находился в провинции Libia Pentapolitana Римской империи и являлся в первые века христианства местом одноимённой епархии.
C 1908 года епархия Барки является титулярной епархией Римско-католической церкви. C 2003 года епархия является вакантной.

## Епископы
- Зопир[1] (упоминается в 325 году) — последователь арианства;
- Зиновий (упоминается в 431 году);
- Теодор (упоминается в 449 году).

## Титулярные епископы
- епископ Paul Peter Rhode (22.05.1908 — 15.07.1915) — назначен епископом Грин-Бея;
- епископ Adolf Piotr Szelążek (29.07.1918 — 14.12.1925) — назначен епископом Луцка;
- епископ Alfred-Odilon Comtois (26.02.1926 — 24.12.1934) — назначен епископом Труа-Ривьера;
- епископ José Gaspar d’Afonseca e Silva (23.02.1935 — 29.07.1939) — назначен архиепископом Сан-Паулу;
- епископ Manoel da Silveira d’Elboux (10.01.1940 — 22.02.1946) — назначен епископом Рибейран-Прету;
- епископ Руфино Хиао Сантос (25.08.1947 — 10.02.1953) — назначен архиепископом Манилы;
- епископ Expedito Eduardo de Oliveira (1.10.1953 — 25.02.1959) — назначен епископом Патуса;
- епископ Ferdinand Piontek (23.05.1959 — 2.11.1963);
- епископ Joseph Thomas Daley (25.11.1963 — 19.10.1971) — назначен епископом Гаррисберга;
- епископ Zekarias Yohannes (29.01.1981 — 17.07.1984) — назначен епископом Асмэры;
- епископ Andraos Salama (1.11.1988 — 21.03.2003) — назначен епископом Гизы;
- вакансия.